# روبيرتو ملك نابولي
روبيرتو أنجو (بالإيطالية: Roberto D'Angiò) ويعرف بالحكيم (1277 - 20 يناير 1343) كان ملك نابولي وملك القدس اسميًا وكونت بروفانس وفوركالكيه 1309-1343 وشخصية محورية في السياسة الإيطالية من وقته. كان ثالث ابن للملك كارلو الثاني ملك نابولي وماريا من هنغاريا لكنه كان أكبر من بقوا على قيد الحياة. عينه والده دوقًا على كالابريا (1296-1309).

## روابط خارجية
- روبيرتو ملك نابولي على موقع الموسوعة البريطانية (الإنجليزية)